# Águas Guariroba
A Águas Guariroba é uma empresa brasileira que detém a concessão dos serviços públicos de saneamento básico, captação e distribuição de água e coleta e tratamento de esgoto em Campo Grande, capital do Mato Grosso do Sul.  

## Sistema
Para abastecer a cidade de Campo Grande a Águas Guariroba realiza dois tipos de captação: 
- Superficiais: córregos Guariroba e Lageado
- Subterrâneas: 144 poços

Possui um Centro de Controle Operacional (CCO), que monitora e controla em tempo real todas às etapas dos serviços de água e esgoto, e também um Laboratório de Monitoramento de Qualidade da Água da Águas Guariroba, que foi o primeiro de Mato Grosso do Sul a ser acreditado pela Coordenação Geral de Acreditação do Inmetro na norma ISO/IEC 17025.  

## Prêmios e Certificações
Em 2018, foi eleita a Melhor Empresa de Médio Porte para trabalhar em todo o Brasil pelo Guia Você S/A., da Revista Exame. Em 2012 e 2017, a empresa já havia aparecido no ranking entre as 150 melhores empresas do Brasil.
E de acordo com a pesquisa FIA Employee Experience, a empresa foi reconhecida como um lugar incrível para trabalhar, porte médio, no Brasil, em 2020.
A empresa obteve a certificação do seu sistema de gestão da qualidade na norma ISO 9001 em 2003, e vem mantendo a certificação desde então. O Laboratório de Monitoramento de Qualidade da Água da Águas Guariroba é acreditado em 15 processos e análises para controle e potabilidade da água, pela norma  ISO/IEC 17025 desde 2016.

## Projetos
A empresa demonstra preocupação com questões sociais, ambientais e de cidadania, criando, incentivando e apoiando projetos de responsabilidade socioambiental.
Como o Tarifa social, que oferece desconto de 50% nas tarifas de água e esgoto para famílias de baixa renda; a gincana De Olho no óleo, que estimula estudantes a realizar coleta seletiva e reciclagem de óleo de cozinha usado; e o Sanear é Viver, que incentiva professores a trabalharem em sala de aula assuntos relacionados ao saneamento básico.
Além disso, realiza, anualmente, a Campanha do Agasalho e mantém um viveiro que produz mudas nativas, que são plantadas na cidade e distribuídas para a população. 
Foi reconhecida também como Empresa Inclusiva, pela Funsat (Fundação Social do Trabalho de Campo Grande), por dar oportunidades para pessoas com deficiência e criar processos seletivos com foco em pessoas negras e indígenas. 

## Empresas pré Águas Guariroba
1966: SAAE – Serviço Autônomo de Água e Esgoto.
1975: Sanemat – Empresa de Saneamento de Mato Grosso.
1979: Sanesul – Empresa de Saneamento de Mato Grosso do Sul.
1998: Águas de Campo Grande.
2000: Consórcio Guariroba, composto pelas empresas Cobel, Sanesul e Agbar – Águas de Barcelona.
2005: Os Grupos Bertin e Equipav assumem o controle acionário da Águas Guariroba.